# Kanton Droué
Der Kanton Droué war bis 2015 ein französischer Wahlkreis im Arrondissement Vendôme, im Département Loir-et-Cher und in der Region Centre-Val de Loire; sein Hauptort war Droué, Vertreter im Generalrat des Départements war zuletzt von 1994 bis 2015, wiedergewählt zuletzt 2008, Maurice Leroy. 
Der Kanton war 225,86  km² groß und hatte 4105 Einwohner (Stand: 2012).

## Gemeinden
| Gemeinde               | Einwohner Jahr | Fläche km² | Bevölkerungsdichte | Postleitzahl | Code INSEE |
| ---------------------- | -------------- | ---------- | ------------------ | ------------ | ---------- |
| Bouffry                | 148 (2013)     | –          | – Einw./km²        | 41270        | 41022      |
| Boursay                | 189 (2013)     | –          | – Einw./km²        | 41270        | 41024      |
| La Chapelle-Vicomtesse | 180 (2013)     | –          | – Einw./km²        | 41270        | 41041      |
| Chauvigny-du-Perche    | 229 (2013)     | –          | – Einw./km²        | 41270        | 41048      |
| Droué                  | 1013 (2013)    | –          | – Einw./km²        | 41270        | 41075      |
| Fontaine-Raoul         | 215 (2013)     | –          | – Einw./km²        | 41270        | 41088      |
| La Fontenelle          | 196 (2013)     | –          | – Einw./km²        | 41270        | 41089      |
| Le Gault-du-Perche     | 316 (2013)     | –          | – Einw./km²        | 41270        | 41096      |
| Le Poislay             | 199 (2013)     | –          | – Einw./km²        | 41270        | 41179      |
| Romilly                | 197 (2013)     | –          | – Einw./km²        | 41270        | 41193      |
| Ruan-sur-Egvonne       | 94 (2013)      | –          | – Einw./km²        | 41270        | 41196      |
| Villebout              | 132 (2013)     | –          | – Einw./km²        | 41270        | 41277      |